# Kansas City
 For alternative betydninger, se Kansas City (flertydig). (Se også artikler, som begynder med Kansas City)
Kansas City er et byområde på grænsen mellem delstaten Missouri og delstaten Kansas i USA.
Byområdet Kansas City består primært af byen Kansas City, Missouri der ligger i delstaten Missouri, men også af byen Kansas City, Kansas i delstaten Kansas. Desuden består byområdet også af en række forstader i begge delstater her i blandt Olathe, Kansas, Independence, Missouri, Overland Park, Kansas, Blue Springs, Missouri, Lees Summit, Missouri og Shawnee, Kansas.